# Flüssigkeit

Teilchenmodell einer Flüssigkeit – die Teilchen berühren sich, sind aber nicht strukturiert angeordnet, wie bei einem kristallinen Festkörper. Ein amorpher Festkörper weist hingegen eine ähnliche Struktur auf und ist mit einer hochviskosen (steifen) Flüssigkeit vergleichbar.

Eine Flüssigkeit ist Materie im flüssigen Aggregatzustand. Nach einer makroskopischen Definition handelt es sich um einen plastisch verformbaren Stoff, der einer Formänderung einen geringen, einer Volumenänderung hingegen einen großen Widerstand entgegensetzt. Flüssigkeiten sind nahezu inkompressibel.
Nach einer mikroskopischen Definition ist eine Flüssigkeit ein Stoff mit einer dichten und unstrukturierten Molekülanordnung. Die Moleküle unterliegen keiner Fernordnung, jedoch einer Nahordnung,
sowie einer ständigen nichtperiodischen Bewegung, deren mittlere freie Weglänge in der Größenordnung des Teilchendurchmessers liegt.
Die Teilchen einer Flüssigkeit werden von zwischenmolekularen Kräften aneinander gehalten. Beim Anstieg der Temperatur oder Abnahme des Drucks verringern sich die anziehenden Kräfte zwischen den Teilchen. Ab einem bestimmten Punkt überwiegen die abstoßenden Kräfte und es kommt zum Phasenübergang. Dabei entfernen sich die Teilchen voneinandern und die Flüssigkeit wandelt sich zu einem Gas, dessen Moleküle sich frei im Raum bewegen und überwiegend durch Kollision miteinander interagieren.
Wie ein Gas nimmt eine Flüssigkeit die Form des sie umfassenden Gefäßes an. Im Gegensatz zum Gas verteilt es sich jedoch nicht, um das Gefäß vollständig auszufüllen, sondern behält seine Dichte bei.
Flüssigkeiten und Gase werden als Fluide zusammengefasst.
Flüssigkeiten und Festkörper haben in der Regel eine deutlich höhere Dichte als Gase und Plasma und werden zusammengenommen als kondensierte Materie bezeichnet.
Flüssigkeiten sind volumenbeständig, formunbeständig und unterliegen der Brownschen Bewegung. Der flüssige Zustand ist nicht stoffspezifisch, sondern hängt von Temperatur und Druck ab. Wechselt eine Flüssigkeit ihren Aggregatzustand, so spricht man von einer Phasenumwandlung, wobei der Begriff der Phase selbst einen Überbegriff zum Aggregatzustand darstellt.

## Makroskopische Beschreibung und Eigenschaften
Die temperaturabhängige Volumenausdehnung einer Flüssigkeit wird durch deren Volumenausdehnungskoeffizienten quantifiziert. Der Kompressionsmodul ist ein Maß für die adiabatische Volumenelastizität, das heißt für die „Zusammendrückbarkeit“ einer Flüssigkeit. In der Schwerelosigkeit beziehungsweise bei einer Abwesenheit äußerer Kräfte nehmen Flüssigkeiten aufgrund ihrer Oberflächenspannung eine kugelförmige Gestalt an, da diese Form die Oberfläche minimiert.
Flüssigkeiten üben auf die Wand des Gefäßes, in dem sie sich befinden, einen hydrostatischen Druck aus, zum Beispiel den Wasserdruck. Ruhende Flüssigkeiten sind physikalisch hauptsächlich durch diesen Druck gekennzeichnet. Übt man von außen Druck auf Flüssigkeiten aus, so verteilt sich der Druck gleichmäßig in der ganzen Flüssigkeit. Je tiefer man einen Körper in eine Flüssigkeit taucht, desto größer wird der hydrostatische Druck auf den Körper. Dieser hängt allerdings nicht nur von der Tauchtiefe, sondern auch von der Dichte der Flüssigkeit ab. In strömenden Flüssigkeiten treten zusätzliche Größen auf, die durch die Fluiddynamik, ein Teilgebiet der Kontinuumsmechanik, beschrieben werden.
Der Widerstand gegen Formänderung, genauer die Viskosität, kann allerdings beliebig groß sein. Neben den für den allgemeinen Sprachgebrauch typischen Flüssigkeiten wie etwa Getränken, Geschirrspülmitteln oder Flüssigbrennstoffen zählen auch extrem zähe Stoffe wie Pech dazu. Amorphe Feststoffe wie Gläser werden oft irrtümlicherweise als Flüssigkeiten bezeichnet, weisen aber charakteristische Eigenschaften von beiden Aggregatszuständen auf. Insofern gibt es oft keine klare Grenze, die Feststoffe von Flüssigkeiten unterscheidet.
Weitere Stoffgruppen, die zugleich Eigenschaften von Flüssigkeiten und Feststoffen aufweisen:
- Viskoelastische Stoffe wie Mayonnaise, Knetmasse und Pech,
- Flüssigkristalle,
- Flüssigboden, Quickerde, Quickton, Treibsand, durch Erdbeben verflüssigter Boden, durch Rütteln verflüssigter steifer (z. B. erdfeuchter) Beton.

## Mikroskopische Beschreibung und Eigenschaften
Aufgrund der im Vergleich zum Festkörper fehlenden Translationsperiodizität und der ständigen Teilchenbewegung müssen Flüssigkeiten mit den Mitteln der statistischen Mechanik (z. B. klassische Dichtefunktionaltheorie) beschrieben werden. Wichtig sind hier die atomaren Verteilungsfunktionen. Viele Eigenschaften der Volumenphase von Flüssigkeiten lassen sich mittels Molekulardynamik- oder Monte-Carlo-Simulation berechnen.
Die mikroskopische Struktur von Flüssigkeiten ist komplex und war Gegenstand umfangreicher Forschung.
Flüssigkeiten weisen keine Fernordnung auf, jedoch eine Nahordnung im Bereich weniger Moleküldurchmesser.
Die Nahordnung einatomiger Flüssigkeiten wie gekühltem Argon und Krypton kann mit einer homogenen und isotropen Kugelpackung verglichen werden.
Die Moleküle der meisten Flüssigkeiten sind allerdings nicht kugelförmig, wodurch auch die zwischenmolekularen Kräfte eine gewisse Orientierung aufweisen und richtungsabhängig sind. Die Ausrichtung der Moleküle spielt insbesondere bei Flüssigkeiten mit Wasserstoffbindung eine Rolle. Es bilden sich lokale Molekül-Cluster. Durch die thermischen Bewegungen der Moleküle in Flüssigkeiten sind diese Strukturen sehr dynamisch und bilden sich beständig um.
Das mikroskopische Verhalten von Flüssigkeiten wird vom Zusammenspiel anziehender intermolekularer Kräfte und der Entropiekraft bestimmt, die bestrebt ist, die Entropie des Systems zu maximieren (siehe auch mikrokanonisches Ensemble).
Gase werden von der Entropiekraft veranlasst, sich im zur Verfügung stehenden Volumen gleichmäßig zu verteilen. In Flüssigkeiten steht die Entropiekraft hingegen mit der Intermolekularkraft in Balance.
Die Anziehungskraft zwischen benachbarten Molekülen bewegt sich in der Größenordnung der thermischen Energie {\displaystyle k_{\text{B}}T}.